# Лавров, Александр Вячеславович
Александр Вячеславович Лавров (род. 18 марта 1991 года, Мяунджа, Магаданская область) — российский регбист, Мастер спорта России, выступавший на позиции лока.

## Биография
В начале карьеры выступал за «Булаву» (2008—2016). В команду ВВА-Подмосковье пришёл в 2016 году. Трёхкратный бронзовый призёр Чемпионата России по регби (2016—2018). До регби занимался тхэквондо и лёгкой атлетикой.
В 2016 году был вызван в сборную России, но не провёл ни одного матча за команду. В 2021 году завершил игровую карьеру.

## Достижения
- Бронзовый призёр Чемпионата России по регби: 2016, 2017, 2018